# ビブリア古書堂の事件手帖 (テレビドラマ)
『ビブリア古書堂の事件手帖』（ビブリアこしょどうのじけんてちょう）は、2013年1月14日から3月25日まで毎週月曜日21:00 - 21:54にフジテレビ系の「月9」枠で放送されたテレビドラマ。主演は剛力彩芽。初回は15分拡大放送（21:00 - 22:09）。フジテレビ On Demandでも放送後の毎週水曜日に有料で見逃し配信された。
三上延の日常の謎系推理小説シリーズ『ビブリア古書堂の事件手帖』第1巻から第4巻までを原作としている。神奈川県鎌倉市の古書店を舞台に、本にまつわる謎を解き明かし人と人の絆を紡ぐ女店主を主人公とした推理ドラマ。主演は本作がゴールデン連続ドラマ初主演の剛力彩芽が務めた。
キャッチコピーは「事件を解く鍵は、名作の中に――」。

## あらすじ
体質的に本が読めない五浦大輔は、亡くなった祖母の遺品である本を売るように頼まれる。当初、売ろうとしていた店を探すも見つからず、五浦は通りがかりの「ビブリア古書堂」で本を売ろうとする。店主の査定が長くなかなか終わらないので、五浦は『漱石全集』の『第八巻 それから』にある夏目漱石の筆跡がニセモノかどうかを査定しているのかと思った。しかし、店主の栞子は署名が贋物なことはすぐに見破ったが、それよりもこの署名があることの意味を考えていたという。はたして、その贋の署名の意味とは。このドラマは、本の内容と、それにかかわった人々の心情が織りなす物語である。

## キャスト
( ) 内は設定年齢

### ビブリア古書堂
篠川 栞子 (23) - 剛力彩芽
店主。この物語におけるホームズ的役割を担う。
原作の栞子は物語の開始時点では入院しているが、ドラマではこの怪我とそれにまつわる事件は中盤のクライマックスとして盛り込まれているため、初登場時は負傷していない。ただし足首を骨折しただけで一週間程度で退院と、かなり軽い怪我に改変されている。
第6話において、「たかが本」と発言した大輔に対して悲しい表情を浮かべたが、第7話において須崎正人の父親に、かつて母の智恵子が行った「欲しい本を手に入れるならば、相手の弱みに平然と付け込む」という悪事を知り、ひいては智恵子の中にある本のためなら悪事を含めたあらゆることをやってのける「闇」そのものに気付くと同時に、自分自身もその母と大して変わらない「闇」を抱えていることを実感するが、だからこそ本への執着心を持たず、むしろ「たかが本」とまで言う大輔の中に、自分と母が抱える「闇」とは対を成す「光」があると悟り、希望を抱く。
五浦 大輔 (30)  - AKIRA（幼少期：橋爪龍）
アルバイト店員。この物語におけるワトスン的役割を担う。活字恐怖症であるが縁あってビブリアで働き始める。
原作では身長が高く強面なため強圧的な印象を与えてしまいがちなものの、その実性格や言動は穏やかとされているが、ドラマでは高身長はそのままに、原作では使っていないメガネを掛けた青年になり、演じるAKIRAは「原作よりも少し清潔感のあるイメージ」「現代っ子かつ楽天的なキャラクター」という印象を述べている。また、原作では大学卒業後内定していた会社の倒産で就職できなかった23歳であったのが、ドラマでは大学卒業後に就職した会社が倒産しフリーターとなった30歳と言う設定になっている。
原作では自分で完読できた数作の短編小説も読むことができない活字恐怖症具合になっている（これを強調するためか、第1話の回想シーンでは、祖母の絹子が大事にしまっていた本を勝手に読んだことで激怒した彼女から「悪さをする子はうちの子じゃない！！」と激しく怒られており、何年も時が絶った現在でも忘れることの出来ないほどのトラウマとして描かれている）。そのため、第6話ではとある本のために自分が傷つくことも辞さなかった栞子の心を理解できず、「たかが本」という言葉を連発してしまい栞子を悲しませる。しかし、第7話において栞子からかつて智恵子が行った悪事について明かされ、そして栞子も智恵子と同じ「闇」を抱えた人間であると告白されるも、拒絶することは無かった。
志田 肇 (52) - 高橋克実
せどり屋。智恵子の失踪前に、古書の目利きの能力を買われて彼女の誘いでホームレスからビブリアの居候となり、建物の一室を倉庫兼寝床として暮らす。篠川家の家事も引き受けている。
志田は原作ではホームレスのままであり、肇という名がつくのはドラマ独自の設定。原作では栞子と大輔の二人が謎に挑む展開であったが、ドラマでは志田を彼らの推理や関係に影響を与えるキーパーソンとして投入し、「謎解きトリオ」で事件に挑む展開に変わっている。

### その他
笠井 菊哉 (29)  - 田中圭
せどり屋。志田の知り合いで、『落穂拾ひ』にまつわる事件をきっかけにビブリアに出入りするようになる。
小菅 奈緒 (18) - 水野絵梨奈
高校3年生。『落穂拾ひ』にまつわる事件をきっかけに、ビブリア古書堂の常連客となる。兄と妹がいて、妹・結衣は名門女学館に通っている。
篠川 文也（しのかわ ふみや） (18)  - ジェシー
栞子の弟。
原作では妹の文香だったが、ドラマでの設定は弟。原作と同じく奈緒と同じ高校で交流はあるものの、原作の女子同士の仲の良い友だち付き合いとは違う接し方になっている。
篠川 智恵子 (46) - 安田成美
栞子・文也の母。10年ほど前から失踪中。
五浦 恵理 (53) - 松坂慶子
大輔の母親。鎌倉の老舗銘菓店の経理担当で、夫とは離婚している。
原作では隣接市の食品加工会社勤務で、大輔とふたりの母子家庭は同じであるが夫とは大輔誕生前に死別している。演じる役者の都合上、原作とは違い、長身ではない。

### CAFE廿庵
CAFE廿庵（カフェにじゅうあん）は、ドラマオリジナル設定の甘味処。ビブリア古書堂近所にあり、しばしば栞子周辺の事件関係者の対話や、人間関係に関する噂話の舞台となる。
藤波 明生 (38)  - 鈴木浩介
店長。ドラマオリジナルキャラクター。北鎌倉の名家の出身で、カフェは趣味的に運営している。オネエ言葉で話し、噂話や人間関係に強い興味を示す人物だが、自分が詮索されることは嫌がる。また、自ら噂を周囲に広めてしまうこともあり、原作における文香や志田の発言からのエピソードのいくつかが、ドラマでは藤浪の発言が原因とされている。
横田 奈津美 (30)  - 北川弘美
店員。大輔の高校時代の同級生。
佐々木 亜弥 (20)  - トリンドル玲奈
新人アルバイト店員。
橋本 さやか (23) - 内藤理沙
キッチン担当店員。

### ゲスト
- 第1話
  - 五浦 絹子（大輔の祖母） - 赤座美代子
  - 田中 嘉雄 - 津村和幸
  - 舞子（大輔の伯母） - 川口圭子
  - ハローワーク相談員 - 内田篤人（シャルケ04所属）[7]
- 第2話
  - 西野（奈緒の同級生） - 浅香航大（第6話にも出演）
- 第3話
  - 坂口 昌志（論理学入門を売りに来た男） - 中村獅童
  - 坂口 しのぶ（昌志の妻・ホステス） - 佐藤江梨子
  - 内山（BOOK PALACE店員） - 遠藤要（第5話にも出演）
- 第4話
  - 玉岡 聡子（父親から希少価値が高い蔵書を受け継ぐ） - 森口瑤子
  - 古川 昴（小百合の息子） - 今井悠貴
  - 古川 小百合（聡子の姉） - 峯村リエ
  - 玉岡 一郎（聡子の兄） - 大河内浩
  - マユ（ゲームソフト販売店店員） - 林さくら
- 第5話
  - 小菅 結衣（奈緒の妹） - 森迫永依
  - 田辺 美鈴（私立聖桜女学館図書委員） - 生田絵梨花（乃木坂46）
  - 杉浦（私立聖桜女学館中等部教諭） - 阿南敦子
- 第7話
  - 須崎 正人（買い取り希望客） - 井浦新（須崎少年：土師野隆之介）
  - 須崎の父（藤子不二雄コレクター） - でんでん
- 第8話
  - 滝野 蓮杖（古書市場の経営員） - 柏原収史
  - 吉見（常連客） - 大倉孝二
  - 池谷（古本屋店主） - 野添義弘
  - 井上 太一郎（ヒトリ書房店主） - 佐野史郎（第10話にも出演）（少年期：梅澤宜雄）
- 第9話
  - 高坂 晶穂（カメラマン・大輔の元恋人） - 矢田亜希子（原作でも大輔の高校時代の恋人でカメラマンであるが、原作における登場はドラマでは使われなかった第2巻第二話の福田定一の『名言随筆 サラリーマン』と亡父に関わる回であり、ドラマの役回りは原作第3巻第二話の坂口しのぶにまつわる本とエピソードになっている。）
  - 野上 司（カメラマン） - 望月章男
  - 高坂 ミズエ（晶穂の母親） - かとうかず子
  - 桜井（海浜図書館司書） - 石井春花
  - 書店の店員 - 喜矢武豊（ゴールデンボンバー）[8][9]
- 第10話 - 最終話
  - 来城 慶子（明の愛人） - 高樹澪
  - 来城 邦代（慶子の妹） - 松田美由紀
  - 鹿山 直美（明の娘） - 横山めぐみ（少女期：小山心優）
  - 鹿山 義彦（明の息子） - 名高達男（第10話のみ）
  - 鹿山 明（江戸川乱歩のコレクター） - 須永慶（第10話のみ）

## 製作経緯
脚本メイン担当の相沢友子は、「ささやかで繊細なエピソードが持ち味」である原作小説の脚本化に際して、丁寧に話を積み上げ、ファンタジックに作り上げるというビジョンの上で制作した。そして、語り手役の大輔のキャラクターを分かりやすく描き、脇役のせどり屋との絡みを増やすことで視聴者の興味を引き、派手なアクションなどのない物語が映像化された際のインパクトの弱さをカバーしている。結末については、新作の出版（放送中に出版された第4巻）を待って、シナリオを書くことになると話していて、実際の放送では第4巻の内容は最終2話の原作となった。
また、キャスティングについて賛否両論ある栞子役の剛力については、元気なイメージのある彼女であるが、「黙ってじっとしているとミステリアスなムードを持っている」ため、「彼女の“静”の部分を出すと新鮮なものになる」と確信し、「栞子を剛力さんのイメージに近づけるのではなく、剛力さんが物語に寄り添っていけるような」脚本を心がけた。
実際の収録においても、剛力は原作ではロングヘアでメガネをかけた栞子のルックスに対し、撮影時点でほぼトレードマークのようになっていたショートカットのままで収録にのぞみ、メガネを着用することもない。放映前の剛力は栞子のイメージを全部覆すと発言していたが、ドラマ上の演出としては、感情を表に出さずに「笑わない」演技を指示されている。
また、剛力は本作での演技について、著者名や専門用語などを滑舌よく発声することや、題材となった『それから』などの本を実際に読み、その歴史を調べるなどの役作りを行った。細かい演技については、目線や本を扱う手つきなどに、栞子の「静かな情熱」を表現するよう心がけたという。

## ドラマ化に対する反響
ドラマの配役、とくに栞子役について、声優の池澤春菜が自身のTwitter上で困惑を示すなど（のちに当該のツイートは削除された）、原作の愛読者などからは困惑と驚きの声が上がった。『週刊文春』は、原作小説ファンが反発し、Twitterで「炎上」が起きたと報じている。
ノンフィクション作家の山下柚実によると、放送前の印象として「ご本人の能力より、売り出そうとする周囲の力というか、話題を仕込む背後の力の方がちらちらと目立ってしまう」としながらも、放送後の感想として、剛力の演技は古書店の空気に馴染んでおり、新人にありがちな沈黙に耐えられない余計な動作がなく、うんちくのセリフも説明的に聞こえず、顔が小さく首が長いスタイルに肩にかけたショールが生きて知的な落ち着きを表現できていると評した。
初回視聴率は及第ラインには達しなかったが、同期開始連続ドラマの中では第2位で、メディアプロデューサーの酒井政利によれば、このことからも放送前からの期待度は高く、ネット上での評判は「原作ファンにはあまりよろしくないが、原作を知らない人たちには面白いと評判」であり、今後の剛力の活躍を占う指標になるとみていた。しかし最終話の視聴率8.1%は月9枠の最低視聴率を更新し、平均視聴率も終了時点で『婚カツ!』の10.5%に次ぐワースト2位の11.3%という結果に終わった（視聴率順位は放送当時）。
ジャーナリストの田部康喜は、ドラマと原作の間にある「溝」として、原作にない脇役が多く、そこに人気俳優やタレントを配して視聴率を上げることを狙っているが、それが主役たちの心理の綾を描いていた原作の魅力を損なっているのではないかと分析し、物語の続きを予感させるラストも、どちらも捨てがたいとしつつ恋愛要素のある原作の方に軍配を上げている。しかし、月9で初の「ラノベ」を原作にするという、ジャンルにこだわらず良い物を選ぶ制作陣の姿勢にはチャレンジ精神があると好評価し、原作が今後も続くことからドラマでの第2シリーズに期待を寄せている。
なお、『それから』『せどり男爵数奇譚』など、物語中でモチーフとなった書籍の売上が増加し、絶版となっていた書籍の復刊が決まるなどしたが、これはテレビドラマ化以前にはなかった現象であるとされる。これは映像として実際に「モノ」としての本が視聴者の前に登場し、実際に触れ、読みたいという欲求を喚起したためであり、新たな読者獲得の機会を出版業界に与えたとライターの川俣綾加は分析している。

## スタッフ
- 原作 - 三上延『ビブリア古書堂の事件手帖』（メディアワークス文庫）
- 脚本 - 相沢友子、岡田道尚、早船歌江子
- 音楽 - ☆Taku Takahashi（m-flo / block.fm）&ARTIMAGE CREW
- 演出 - 松山博昭、宮木正悟、長瀬国博
- 主題歌 - E-girls「THE NEVER ENDING STORY」（第1 - 8・10話）、「THE NEVER ENDING STORY 〜君に秘密を教えよう〜」（日本語訳詞版 / 第9・最終話）（rhythm zone）
  - 1985年の映画『ネバーエンディング・ストーリー』の主題歌だったリマールの同名曲のカバー[22]。
- 監督補 - 長瀬国博
- 演出補 - 長野晋也、野田悠介
- タイトルバック・VFX - 山本雅之
- タイトルバック・VFX協力 - QUINOGRAFIX
- VFX - 江部純一、武内哲郎、阪田俊彦
- タイトルロゴ - FOUR TRICK
- 劇中イラスト - 千原櫻子
- エンドロール構成 - 早船歌江子、藤澤亮佑
- エンドロール挿絵 - 吉良進太郎
- アクション指導 - 下村勇二、佐々木修平
- 吹き替え - 日野綾子、川本耕史
- 劇中影絵 - 影絵劇団夢屋（第9話）
- 文芸協力
  - 夏目漱石『漱石全集・新書版』（岩波書店 / 第1話）
  - 小山清『落穂拾ひ・聖アンデルセン』（新潮文庫 / 第2話）
  - ヴィノグラードフ・クジミン著 / 西牟久雄・野村良雄訳『論理学入門』（青木文庫 / 第3話）
  - アントニイ・バージェス著 / 乾信一郎訳『時計じかけのオレンジ 完全版』（ハヤカワepi文庫 / 第5話）
  - 藤子・F・不二雄プロ / 藤子スタジオ / 小学館 / 小学館クリエイティブ / 藤子・F・不二雄 藤子不二雄A『UTOPIA 最後の世界大戦』（第7話）
  - チェブラーシカ・プロジェクト / ウスペンスキー作 いじゅういんとしたか訳『チェブラーシュカとなかまたち』（新読書社 / 第9話）
- リサーチ - 今井紳介
- 古書監修 - 東京都古書籍商業協同組合、落合教幸（立教大学大衆文化研究センター / 第10 - 最終話）
- プロデュース - 小原一隆、藤野良太
- ラインプロデュース - 多治見薫
- プロデュース補 - 羽鳥秋乃、井崎雅子
- 制作 - フジテレビドラマ制作センター
- 制作著作 - フジテレビ

## 放送日程
| 各話                                                       | 放送日  | サブタイトル                                    | ラテ欄                                       | 脚本       | 演出     | 視聴率 |
| ---------------------------------------------------------- | ------- | ----------------------------------------------- | -------------------------------------------- | ---------- | -------- | ------ |
| 第1話                                                      | 1月14日 | 夏目漱石 「それから」                           | 偽のサインと古書に秘められた謎               | 相沢友子   | 松山博昭 | 14.3%  |
| 第2話                                                      | 1月21日 | 小山清 「落穂拾ひ・聖アンデルセン」             | なぜ犯人は一冊だけ本を盗んだのか             | 相沢友子   | 松山博昭 | 12.2%  |
| 第3話                                                      | 1月28日 | ヴィノグラードフ・クジミン 「論理学入門」       | 本日のお客様は脱走犯!?                       | 相沢友子   | 宮木正悟 | 12.0%  |
| 第4話                                                      | 2月04日 | 宮沢賢治 「春と修羅」                           | 鍵のかかった部屋から盗まれた本               | 岡田道尚   | 宮木正悟 | 11.6%  |
| 第5話                                                      | 2月11日 | アントニイ・バージェス 「時計じかけのオレンジ」 | 今回は2つの結末!?名門女学館で怪事件          | 相沢友子   | 松山博昭 | 11.5%  |
| 第6話                                                      | 2月18日 | 太宰治 「晩年」                                 | 脅されているんです、異常な男から             | 相沢友子   | 長瀬国博 | 11.7%  |
| 第7話                                                      | 2月25日 | 足塚不二雄 「UTOPIA 最後の世界大戦」            | 複数の真実                                   | 相沢友子   | 松山博昭 | 10.2%  |
| 第8話                                                      | 3月04日 | ロバート・F・ヤング 「たんぽぽ娘」              | 真犯人はビブリアにいる                       | 岡田道尚   | 宮木正悟 | 10.4%  |
| 第9話                                                      | 3月11日 | タヌキとワニと犬が出てくる、絵本みたいなの      | タヌキとワニとイヌが出てくる、絵本みたいな本 | 早船歌江子 | 長瀬国博 | 11.5%  |
| 第10話                                                     | 3月18日 | 江戸川乱歩 「少年探偵團」                       | 江戸川乱歩・少年探偵団                       | 相沢友子   | 宮木正悟 | 11.1%  |
| 最終話                                                     | 3月25日 | 江戸川乱歩 「押繪と旅する男」                   | 乱歩が残した、間違った暗号文!?               | 相沢友子   | 松山博昭 | 08.1%  |
| 平均視聴率 11.3%（視聴率は関東地区・ビデオリサーチ社調べ） |         |                                                 |                                              |            |          |        |

## 関連商品
DVD・Blu-ray
ビブリア古書堂の事件手帖 Blu-ray BOX
2013年7月03日、ポニーキャニオンより発売。4枚組。
ビブリア古書堂の事件手帖 DVD BOX
発売日などは上記に同じ。6枚組。

サウンドトラック
「ビブリア古書堂の事件手帖」オリジナル・サウンドトラック
2013年2月20日発売、RZCD-59260、販売元：エイベックス・マーケティング〈Rhythm Zone〉。